# Clube Atlético Penapolense
El Club Atlético Penapolense es un club de fútbol brasileño, de la ciudad de Penápolis en el Estado de São Paulo. Fue fundado el 16 de noviembre de 1944. Sus colores son el rojo, blanco y azul.

## Historia
El club fue fundado el 16 de noviembre de 1944, diez años después de que dos clubes locales, el Esporte Clube Corinthians y Penápolis Futebol Clube, se retiraran. El club fue fundado después de que un equipo combinado de Penápolis jugó un partido amistoso en Fernandópolis contra un equipo local combinado. Penapolense ganó el Campeonato Paulista Série A3 en 2011.

## Palmarés
Campeonato Paulista Série A3
- Campeón (1): 2011

Campeonato Paulista del Interior
- Campeón (1): 2014

## Estadio
Penapolense manda sus partidos en el Estadio Municipal Tenente Carriço, apodado Tenentão. El estadio tiene capacidad de 8.769 personas